# 2093 Генічеськ
2093 Генічеськ (2093 Genichesk) — астероїд головного поясу, відкритий 28 квітня 1971 року.
Тіссеранів параметр щодо Юпітера — 3,588.